# Натпіддімунай-МП-03
Грама Ніладхарі Натпіддімунай-МП-03 (№ KP/64) — Грама Ніладхарі підрозділу ОС Калмунай-Муслім, округ Ампара, Східна провінція, Шрі-Ланка.

## Демографія
| Населення (2007) | Населення (2007) | Населення (2007) | Населення (2007) | Населення (2007) |
| Населення        | Чоловіки         | Жінки            | Діти             | Дорослі          |
| ---------------- | ---------------- | ---------------- | ---------------- | ---------------- |
| 997              | 496              | 501              | 339              | 658              |